# 卡爾加區
50°58′N 118°54′E / 50.967°N 118.900°E
卡爾加區（俄语：Калганский район），是俄羅斯的一個區，位於該國西部，由外貝加爾邊疆區負責管轄，始建於1942年12月8日，面積2,900平方公里，2010年人口8,771，人口密度每平方公里3.02人。